# Ecologia social
L'ecologia social és un corrent filosòfic creat pel geògraf anarquista Elisée Reclus al tombant del segle xix i reapropiada pel filòsof Murray Bookchin en la dècada de 1960.
Es tracta d'una escola de l'ecologisme i de l'anarquisme que sustenta la idea que els problemes ecològics actuals estan arrelats i profundament assentats en problemes socials, particularment en el domini dels sistemes polítics i socials jerarquitzats, els quals han estat el producte d'una acceptació no-crítica basada en la filosofia hipercompetitiva del "créixer o morir".
L'ecologia social suggereix que no és possible fer front a tals problemes mitjançant les accions individuals com les del consumisme ètic i que, alhora, precisa estar-hi relacionat a formes de pensament ètics més profundes i a activitats col·lectives fonamentades en ideals democràtics radicals (llibertaris).
La complexitat de les relacions entre les persones i la naturalesa està emfatitzada, juntament amb la importància d'establir-se estructures socials que puguen dur a terme tals relacions. L'ecologia social afirma que hi existeix una relació hol·lística entre tots els sers naturals (inclosos els humans) i que per tant, l'ordre natural no necessita autoritats ni comandament centralitzat sinó descentralitzats i en xarxes. Això significa que la naturalesa s'autoregula i que, d'igual manera, poden organitzar-se els humans, ja que aquests últims produeixen els problemes ambientals sols quan introdueixen processos autoritaris en les seues societats.
Proposa el desenvolupament sostenible de la biotecnologia, la tecnologia adequada i l'arquitectura sustentable en allò teòric i, en allò polític, la gestació d'institucions lliures, localistes i interconnectades en xarxes federatives bioregionals, juntament amb una economia ecològica.

## Relació entre naturalesa i ésser humà
Un dels punts clau de l'ecologia social és el principi d'unitat en la diversitat com principi natural que assegura l'estabilitat. En efecte, com més gran és la biodiversitat més estable és un ecosistema. Quantes menys espècies s'interrelacionen entre si, creix la inestabilitat i l'ecosistema és més vulnerable. D'igual manera succeirà amb els éssers humans i les seues societat, més desestructurades com més gran la seua uniformitat.
L'ecologia social localitza els orígens de la crisi ecològica específicament en les relacions de dominació entre les persones. La dominació sobre la naturalesa és vista com un producte de la dominació dintre de la societat, encara que aquesta dominació tan sols alça les proporcions de la crisi sota l'ordre capitalista-estatista vigent.

## Política
A les paraules dels seus més importants exponents, l'ecologia social és "una crítica radical i coherent de l'actual maneig social, polític i antiecològic", així com "una aproximació reconstructiva, ecològica, comunitària i ètica cap a la societat". L'ecologia social és una visió radical de l'ecologia i dels sistemes socio-polítics, i té una important influència tant a l'ecoanarquisme com a l'ecologisme marxista.
Els ecologistes socials pensen que la crisi ecològica present és producte del capitalisme de l'Estat. Pensen que no és el nombre de persones sinó la forma en què les persones es relacionen amb altres el que produeix les crisis econòmiques, socials i ecològiques que el món travessa actualment. La sobreproducció, el productivisme i el consumisme són els símptomes, no les causes, d'un assumpte més profund al voltant de les relacions ètiques.
Les bases fonamentals de l'ecologia social s'hi troben relacionades amb les idees i els treballs de Murray Bookchin, qui ha escrit sobre assumptes ecològics des dels anys ’50 i, des de la dècada de 1960 ha relacionat i combinat aquests temes amb les de l'anarquisme societari. Els seus treballs inclouen Post-Scarcity Anarchism, Toward an Ecological Society, The Ecology of Freedom i diversos més.
A una entrevista, Bookchin va respondre:
| « | Segueixo sense comprendre la diferència entre l’anarquisme i l'ecologia social. Existeix realment cap diferència? Se li pot atribuir l'expressió “ecologia social” significacions ben diferents. No existeix realment una diferència entre l’anarquisme i l'ecologia social. Considero a aquesta última una temptativa d’ampliar l’horitzó de l’anarquisme. No veig una oposició entre tots dos, penso que l'ecologia social és una extensió de l’anarquisme cap a una esfera més ampla d’interessos humans, en aquest període de descomposició de les classes socials. […] A l’actual període de descomposició on vivim, l’anarquisme deu reconèixer que el capitalisme va produir noves transformacions. Les noves preocupacions que generen aquests canvis no es corresponen més que amb la divisió entre les classes tradicionals. Es tracta de preocupacions relatives a la guerra, la pau, el medi ambient, les noves tecnologies, les noves institucions, la reducció del poder de les persones front al creixement del poder de l’Estat i dels monopolis transnacionals. L'ecologia social tracta d’expressar eixe nou horitzó i desenvolupar eixos interessos per les qüestions generals i donar-li una coherència teòrica i una significació programàtica, pràctica i política. | » |